# Байлон, Паскуаль
Паскуаль Байлон (Пасхалий Байлон, исп. Pascual Baylón; 24 мая 1540, Торреермоса, Королевство Арагон, Арагонская корона — 17 мая 1592[…], Вильярреаль, королевство Валенсия, Арагонская корона) — испанский католический святой, францисканец, духовный писатель.

## Биография
Родился в семье набожных крестьян, с 7 до 24 лет был пастухом. Самостоятельно выучился читать и писать. В 24-летнем возрасте стал конверзом во францисканском монастыре, отказавшись от предложения учиться на священника. Жил в монастыре, принявшем реформу Петра Алькантрийского и отличавшегося строгим уставом. Служил привратником и вскоре стал известен своей добротой к беднякам и строгим личным аскетизмом.
Центральным моментом духовной жизни Паскуаля Байлона было почитание Евхаристии. Жития святого содержат несколько эпизодов, связанных с этим. Так, однажды находясь во Франции, Паскуаль вступил в полемику с кальвинистами по вопросу о реальном присутствии Христа в Святых Дарах, одержал в споре верх, но едва не был убит.
Был автором двух назидательных трудов. Скончался 17 мая 1592 года в Вильярреале.

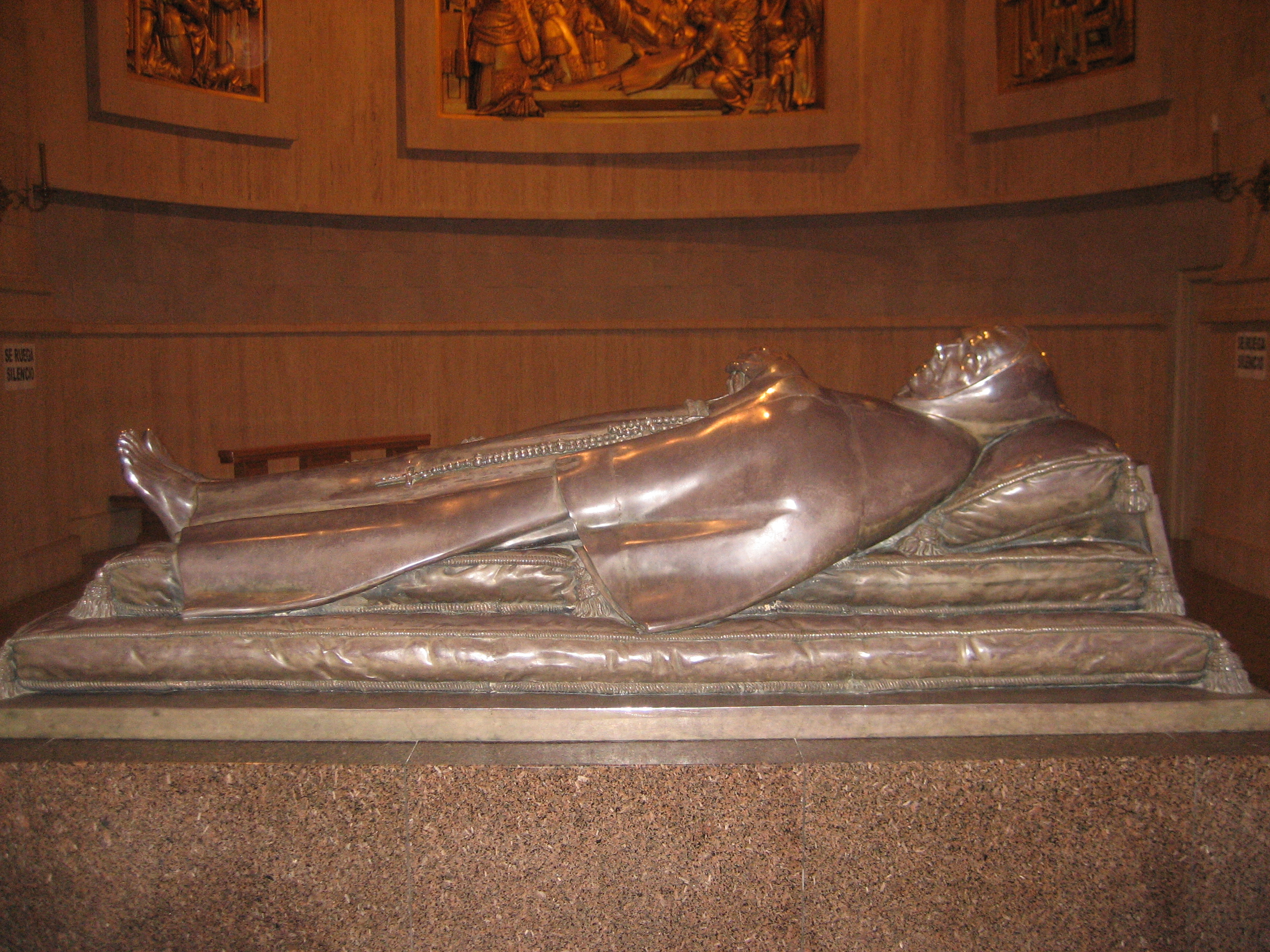
Гробница святого в Вильярреале

## Почитание
Паскуаль Байлон был беатифицирован папой Павлом V 19 октября 1618 года и канонизирован папой Александром VIII 16 октября 1690 года. Почитание Паскуаля Байлона было особенно широко распространено в Испании и в Латинской Америке. В 1897 году он был провозглашён покровителем евхаристических конгрессов.
Память в католической церкви — 17 мая.